# Diego Gentile
Diego Rubén Gentile (Floresta, Buenos Aires; 19 de noviembre de 1976) es un actor argentino. 

## Biografía
Diego Gentile nació el 19 de noviembre de 1976 en el barrio de Floresta en Buenos Aires. Su interés por la actuación despertó cuando tenía 12 años y empezó a tomar clases de actuación en el Centro Cultural Roberto Arlt. A los 13 años, se inscribió en la escuela de Agustín Alezzo por cinco años y después se formó con Alejandro Maci.

## Carrera profesional
En 1995, a los 17 años, Gentile debutó como actor cuando obtuvo un papel pequeño en la película Las cosas del querer 2, donde solamente decía una línea. Después, apareció en dos episodios de la serie policial Poliladron de Canal 13. Luego, Gentile comenzó a desarrollar su carrera artística en el circuito teatral independiente, trabajando en las obras O el sacrificio de la ley (1997), David, el rey (1998) y La calesita rebelde (2000).

## Filmografía

### Cine
| Año  | Título                       | Papel                   | Dirección               |
| ---- | ---------------------------- | ----------------------- | ----------------------- |
| 1995 | Las cosas del querer 2       | Amigo de Claudio        | Jaime Chávarri          |
| 1997 | Bajo bandera                 | Soldado                 | Juan José Jusid         |
| 1999 | Esa maldita costilla         | Adolescente             | Juan José Jusid         |
| 2000 | Rockabilly                   | Lico                    | Sebastián De Caro       |
| 2001 | Vacaciones en la tierra      | Lando Carrizo           | Sebastián De Caro       |
| 2002 | Claim                        | Experto en computadoras | Martin Lagestee         |
| 2002 | Potestad                     | Gonzalo                 | Luis César D'Angiolillo |
| 2004 | 18-J                         | Gastón                  | Adrián Suar             |
| 2006 | El ratón Pérez               | Pipo                    | Juan Pablo Buscarini    |
| 2007 | Maradona, la mano de Dios    | Tito                    | Marco Risi              |
| 2009 | Cómplices del silencio       | Aldo Gallo              | Stefano Incerti         |
| 2011 | Los Marziano                 | Empleado disco rígido   | Ana Katz                |
| 2014 | Relatos salvajes             | Ariel                   | Damián Szifrón          |
| 2016 | El muerto cuenta su historia | Ángel Barrios           | Fabián Forte            |
| 2017 | Mariel espera                | Santiago                | Maximiliano Pelosi      |
| 2018 | Joel                         | Diego Bastiani          | Carlos Sorín            |
| 2018 | Unidad XV, la fuga           | Guillermo Kelly         | Martín Desalvo          |
| 2019 | Los adoptantes               | Martín                  | Daniel Gimelberg        |
| 2020 | El cuaderno de Tomy          | Charlie                 | Carlos Sorín            |
| 2023 | Bill 79                      | Bill Evans              | Mariano Galperin        |

### Televisión
| Año       | Título                    | Papel              | Notas                                                    |
| --------- | ------------------------- | ------------------ | -------------------------------------------------------- |
| 1995      | Poliladron                | Ramiro Espina      |                                                          |
| 1995      | Son cosas de novela       |                    |                                                          |
| 2004      | La niñera                 |                    |                                                          |
| 2004      | Locas de amor             | Hombre con Eva     | Episodio 24                                              |
| 2004      | Los secretos de papá      |                    |                                                          |
| 2006      | Sos mi vida               |                    |                                                          |
| 2006      | Donne assassine           | Camarero           | Episodio: «Marta»                                        |
| 2007      | Mujeres de nadie          | Paciente           |                                                          |
| 2009-2010 | Niní                      | Sebastián Gallardo |                                                          |
| 2009      | Epitafios                 | Gustavo Godoy      |                                                          |
| 2010      | Malparida                 | Fernando           |                                                          |
| 2011      | Un año para recordar      |                    |                                                          |
| 2011-2012 | Herederos de una venganza | Tito               |                                                          |
| 2014      | Señores Papis             | Benicio            |                                                          |
| 2015      | Conflictos modernos       | Santiago           | Episodio: «Hogar, dulce hogar»                           |
| 2016      | Todos comen               | Agustín González   |                                                          |
| 2016      | Loco por vos              | Manuel             | Episodio: «Amor entre azulejos»                          |
| 2016      | Nafta Súper               | Javier / Robin     |                                                          |
| 2017      | En viaje                  | Valentín           | Episodios: «Fobia – Parte 1», «Fobia – Parte 2»          |
| 2018      | Pasados de copas          | Ken Aston          | Episodio: «La invención de las tarjetas roja y amarilla» |
| 2019      | Campanas en la noche      | Pablo Ballesteros  |                                                          |
| 2019      | Otros pecados             | Daniel Dilmer      | Episodio: «Lo mejor del amor»                            |
| 2021      | El reino                  | Mario              |                                                          |
| 2021      | Maradona, sueño bendito   | Farina             |                                                          |
| 2022      | Casi feliz                | El Ruso            |                                                          |
| 2023      | Cóndor uno cero cinco     | Horacio Galtun     |                                                          |
| 2023      | Chueco                    | Alessio Lombardi   |                                                          |

### Web
| Año       | Título | Papel     | Notas             |
| --------- | ------ | --------- | ----------------- |
| 2009-2010 | Plan V | Martín    |                   |
| 2025      | Somos  | Terapeuta | Episodio: «Simón» |

## Teatro
| Año        | Título                                       | Papel       | Lugar                                           |
| ---------- | -------------------------------------------- | ----------- | ----------------------------------------------- |
| 1997       | ...O el sacrificio de la ley                 |             | Teatro El Globo                                 |
| 1998       | David, el rey                                | Ensamble    | Teatro Liceo                                    |
| 2000       | La calesita rebelde                          | Cocodrilo   | Club Italiano                                   |
| 2000       | La cena                                      |             | Teatro El Vitral                                |
| 2002       | Revelaciones, historias de un banco de plaza |             | Teatro El Doble                                 |
| 2002-2003  | El vuelo del dragón                          | Fred        | El Kafka Espacio Teatral                        |
| 2003       | Los hijos de Medea                           |             | El Portón de Sánchez                            |
| 2003-2004  | Contención                                   | Hernán      | Teatro Gargantúa                                |
| 2003, 2005 | Antes / después                              |             | Instituto Goethe                                |
| 2005       | Soy minoría                                  |             | Teatro Gargantúa                                |
| 2005       | Si dos personas se aproximan                 |             | Teatro Puerta Roja                              |
| 2007-2008  | Antes                                        | Primo       | El Camarín de las Musas                         |
| 2007-2008  | Olivo                                        |             | Teatro El Cubo / Centro Cultural Ricardo Rojas  |
| 2008, 2018 | Teatro para pájaros                          | Marcos      | Fuga Cabrera / Teatro El Extranjero             |
| 2008       | 6. Cuentos putos, no cometerás actos impuros |             | Centro Cultural Ricardo Rojas                   |
| 2008-2009  | Revolución de un mundo                       | El hijo     | Estudio La Maravillosa                          |
| 2008-2010  | La noche canta sus canciones                 | Baste       | Fuga Cabrera / Teatro Beckett / Teatro Timbre 4 |
| 2010-2011  | Todos eran mis hijos                         | Frank Lubey | Varios                                          |
| 2011-2015  | Toc Toc                                      | Otto        | Multiteatro Comafi                              |
| 2011-2015  | Matar cansa                                  | Narrador    | Espacio Callejón / Teatro El Extranjero         |
| 2013       | Orestes                                      | Pílades     | Teatro Regina                                   |
| 2017       | Simón                                        | Terapeuta   | Microteatro                                     |
| 2017-2018  | El pequeño poni                              | El padre    | Teatro Picadero / Teatro El Extranjero          |
| 2019-2024  | Late el corazón de un perro                  | Hernán      | Espacio Callejón                                |
| 2020       | Desacuerdos                                  | Él          | Microteatro                                     |
| 2023-2024  | Largo viaje de un día hacia la noche         | Jamie       | Teatro Municipal General San Martín             |

## Premios y nominaciones
| Año  | Organización              | Categoría                                 | Trabajo                              | Resultado | Ref(s) |
| ---- | ------------------------- | ----------------------------------------- | ------------------------------------ | --------- | ------ |
| 2008 | Premios Clarín            | Mejor actor revelación en teatro          | Revolución de un mundo               | Ganador   | [ 6 ]  |
| 2011 | Premios Florencio Sánchez | Mejor actor en unipersonal                | Matar cansa                          | Nominado  | [ 7 ]  |
| 2012 | Premios Estrella de Mar   | Revelación                                | Toc Toc                              | Nominado  | [ 8 ]  |
| 2013 | Premios Estrella de Mar   | Mejor actor de reparto                    | Toc Toc                              | Nominado  | [ 9 ]  |
| 2014 | Premios Sur               | Mejor actor de reparto                    | Relatos salvajes                     | Nominado  | [ 10 ] |
| 2015 | Premios Cóndor de Plata   | Revelación masculina                      | Relatos salvajes                     | Ganador   | [ 11 ] |
| 2019 | Premios Cóndor de Plata   | Mejor actor                               | Joel                                 | Nominado  | [ 12 ] |
| 2021 | Premios ACE               | Mejor actor en teatro alternativo         | Late el corazón de un perro          | Ganador   | [ 13 ] |
| 2024 | Premios ACE               | Mejor actor de reparto en drama o comedia | Largo viaje de un día hacia la noche | Nominado  | [ 14 ] |